# Autíčko s červeným srdcem
Autíčko s červeným srdcem je československý animovaný televizní seriál z roku 1985 vysílaný v rámci Večerníčku v roce 1987. Natáčení režijně vedla Milada Kačenová. Pohádkový seriál namluvila Taťjana Medvecká. Bylo natočeno 7 epizod, každá o 7 minutách. Výtvarníkem seriálu byla Helena Pěkná (* 1946), hudbu složil Petr Skoumal.

## Seznam dílů
1. Přátelé
2. Poplach
3. Školák
4. Závody
5. Služba
6. Nehoda
7. Pouť